# Филинг (департамент)
Филинг (фр. Filingué) — департамент региона Тиллабери в республике Нигер.

## География
Департамент Филинг находится на юго-западе Нигера. Административный центр — город Филинг. Административно состоит из 4 коммун: городской, города Филинг, и трёх сельских — Иманан, Центральный Курфей и Тондикандия.

## История
После провозглашения независимости Нигера в 1960 году его территория была административно разделена на 12 округов (circonscriptions). Одним из них был округ Филинг. После реформы 1964 года в Нигере были созданы 7 департаментов (ныне — регионы) и 32 префектуры (нынешние департаменты). В результате округ Филинг был преобразован в префектуру Филинг.
В 1983—1987 годах Филингом в качестве префекта управлял будущий премьер-министр Нигера Махамаду Данда. В 1998 году префектура Филинг была преобразована в департамент, во главе которого находится назначаемый советом министров государства префект. Нынешнее административное деление департамента на коммуны было произведено в 2002 году.

## Население
Департамент Филинг населяют этнические группы фульбе, туареги и хауса. Господствующая религия — ислам.